# Alexander Tioumentsev
Alexander Tioumentsev Barabash, más conocido como Alexander Tioumentsev, (Ajtúbinsk, 4 de octubre de 1983) es un jugador de balonmano hispano-ruso que juega como central en el Club Balonmano Nava. Es hijo del también jugador de balonmano Andréi Tiumentsev.

## Palmarés

### Meshkov Brest
- Liga de Bielorrusia de balonmano (2): 2016, 2017
- Copa de Bielorrusia de balonmano (2): 2016, 2017

## Clubes
- Bidasoa Irún ( -2007)
- Balonmano Ciudad de Almería (2007-2009)
- Naturhouse La Rioja (2009-2014)[2]
- Orlen Wisła Płock (2014-2015)
- Meshkov Brest (2015-2017)[3]
- CSM București (2017-2019)
- Bada Huesca (2020-2021)[4]
- Al Wehda (2021-2023)
- BM Sinfín (2023-2024)[5]
- BM Nava (2024-Act.)